# Liste der Kategorie-A-Bauwerke in Renfrewshire

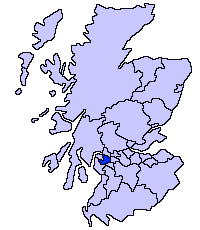
Lage von Renfrewshire in Schottland

Die Liste der Kategorie-A-Gebäude in Renfrewshire umfasst sämtliche in der Kategorie A eingetragenen Baudenkmäler in der schottischen Council Area Renfrewshire. Die Einstufung wird anhand der Kriterien von Historic Scotland vorgenommen, wobei in die höchste Kategorie A Bauwerke von nationaler oder internationaler Bedeutung einsortiert sind. In Renfrewshire sind derzeit 35 Bauwerke in der Kategorie A gelistet.
| Name                                              | Lage                                           | Typ                     | Eintrag | Bild                           |
| ------------------------------------------------- | ---------------------------------------------- | ----------------------- | ------- | ------------------------------ |
| Formakin House                                    | nahe Bishopton 55° 54′ 20,1″ N, 4° 32′ 42,2″ W | Herrenhaus              | 10903   | Formakin House                 |
| Mar Hall Hotel                                    | nahe Erskine 55° 55′ 15,4″ N, 4° 28′ 43,6″ W   | Hotel                   | 10909   | Mar Hall Hotel                 |
| Lochwinnoch Parish Church                         | Lochwinnoch 55° 47′ 38″ N, 4° 37′ 42,6″ W      | Kirche                  | 12654   | Lochwinnoch Parish Church      |
| Statuen an der Houston and Kilellan Parish Church | Houston 55° 52′ 14″ N, 4° 32′ 33,4″ W          | Statuen                 | 12695   |                                |
| Northbar House                                    | Inchinnan 55° 53′ 33″ N, 4° 25′ 50,8″ W        | Bauernhaus              | 12730   |                                |
| Inchinnan Bridge                                  | Renfrew 55° 52′ 51,4″ N, 4° 24′ 42,4″ W        | Brücke                  | 12732   | Inchinnan Bridge               |
| Kilbarchan Steeple                                | Kilbarchan 55° 50′ 10,1″ N, 4° 33′ 6,2″ W      | Turm                    | 12839   | Kilbarchan Steeple             |
| Weaver’s Cottage                                  | Kilbarchan 55° 50′ 10,4″ N, 4° 33′ 14,3″ W     | Wohngebäude             | 12843   | Weaver’s Cottage               |
| India of Inchinnan                                | Inchinnan 55° 53′ 11″ N, 4° 26′ 24,8″ W        | Industriegebäude        | 13459   | India of Inchinnan             |
| Paisley Abbey                                     | Paisley 55° 50′ 42″ N, 4° 25′ 13,1″ W          | Kloster                 | 38910   | Paisley Abbey                  |
| Place of Paisley                                  | Paisley 55° 50′ 40,6″ N, 4° 25′ 13,9″ W        | Pfarrhaus               | 38911   | Place of Paisley               |
| Domestic Finishing Mill                           | Paisley 55° 50′ 30,7″ N, 4° 25′ 6,8″ W         | Industriegebäude        | 38915   | Domestic Finishing Mill        |
| Mile End Mill                                     | Paisley 55° 50′ 33,7″ N, 4° 24′ 39,5″ W        | Industriegebäude        | 38917   | Mile End Mill                  |
| Blackhall Railway Viaduct                         | Paisley 55° 50′ 24,1″ N, 4° 24′ 23″ W          | Brücke                  | 38923   | Blackhall Railway Viaduct      |
| Russell Institute                                 | Paisley 55° 50′ 36,5″ N, 4° 25′ 26″ W          | Klinik                  | 38944   | Russell Institute              |
| Paisley High Church                               | Paisley 55° 50′ 46,3″ N, 4° 25′ 41,6″ W        | Kirche                  | 38946   | Paisley High Church            |
| Christian Social Action Centre                    | Paisley 55° 50′ 44,9″ N, 4° 25′ 38,4″ W        | Kirche                  | 38948   | Christian Social Action Centre |
| Kriegerdenkmal von Paisley                        | Paisley 55° 50′ 44,3″ N, 4° 25′ 26,5″ W        | Denkmal                 | 38953   | Kriegerdenkmal von Paisley     |
| George A. Clark Town Hall                         | Paisley 55° 50′ 43,1″ N, 4° 25′ 18,2″ W        | Verwaltungsgebäude      | 38978   | George A. Clark Town Hall      |
| 7 Gilmour Street                                  | Paisley 55° 50′ 45,8″ N, 4° 25′ 26,3″ W        | Kreditinstitut          | 38994   |                                |
| St Matthew’s Church                               | Paisley 55° 50′ 32,9″ N, 4° 25′ 18,1″ W        | Kirche                  | 39007   | St Matthew’s Church            |
| Hawkhead Hospital, Gebäude 7+8                    | Paisley 55° 50′ 3,9″ N, 4° 23′ 29,1″ W         | Klinik                  | 39011   | Hawkhead Hospital              |
| Paisley Museum                                    | Paisley 55° 50′ 43,1″ N, 4° 25′ 48,9″ W        | Museum                  | 39025   | Paisley Museum                 |
| Coats Memorial Church                             | Paisley 55° 50′ 41,3″ N, 4° 25′ 56,8″ W        | Kirche                  | 39027   | Coats Memorial Church          |
| Brunnen in der Love Street                        | Paisley 55° 51′ 1,3″ N, 4° 25′ 42″ W           | Brunnen                 | 39035   | Brunnen in der Love Street     |
| Crosbie                                           | Paisley 55° 49′ 42,5″ N, 4° 26′ 50,3″ W        | Villa                   | 39049   |                                |
| The Bull Inn                                      | Paisley 55° 50′ 40,9″ N, 4° 25′ 34,2″ W        | Gaststätte, Wohngebäude | 39058   | The Bull Inn                   |
| John Neilson Institution                          | Paisley 55° 50′ 42,9″ N, 4° 26′ 2,2″ W         | Schule                  | 39069   | John Neilson Institution       |
| Coats Observatory                                 | Paisley 55° 50′ 44,6″ N, 4° 25′ 51,9″ W        | Observatorium           | 39072   | Coats Observatory              |
| Gerichtsgebäude von Paisley                       | Paisley 55° 50′ 55″ N, 4° 25′ 36,4″ W          | Gerichtsgebäude         | 39103   | Gerichtsgebäude von Paisley    |
| Statuen in der Renfrew Old Parish Church          | Renfrew 55° 52′ 40,5″ N, 4° 23′ 11,3″ W        | Statuen                 | 40417   |                                |
| White Cart Bridge                                 | Renfrew 55° 52′ 48,6″ N, 4° 24′ 37,2″ W        | Brücke                  | 40424   | White Cart Bridge              |
| Schwingbrücke von Renfrew                         | Renfrew 55° 52′ 48″ N, 4° 24′ 32,8″ W          | Brücke                  | 40425   | Schwingbrücke von Renfrew      |
| Rathaus von Renfrew                               | Renfrew 55° 52′ 44,3″ N, 4° 23′ 14″ W          | Rathaus                 | 40430   | Rathaus von Renfrew            |
| Penilee Sports Pavilion                           | Paisley 55° 50′ 55,9″ N, 4° 22′ 44,4″ W        | Sportanlage             | 43679   | Penilee Sports Pavilion        |